# Xichang
Xichang (西昌市S, XīchāngP) è una città-contea della Cina, situata nella provincia di Sichuan e amministrata dalla prefettura autonoma Yi di Liangshan.